# Stuifdijk

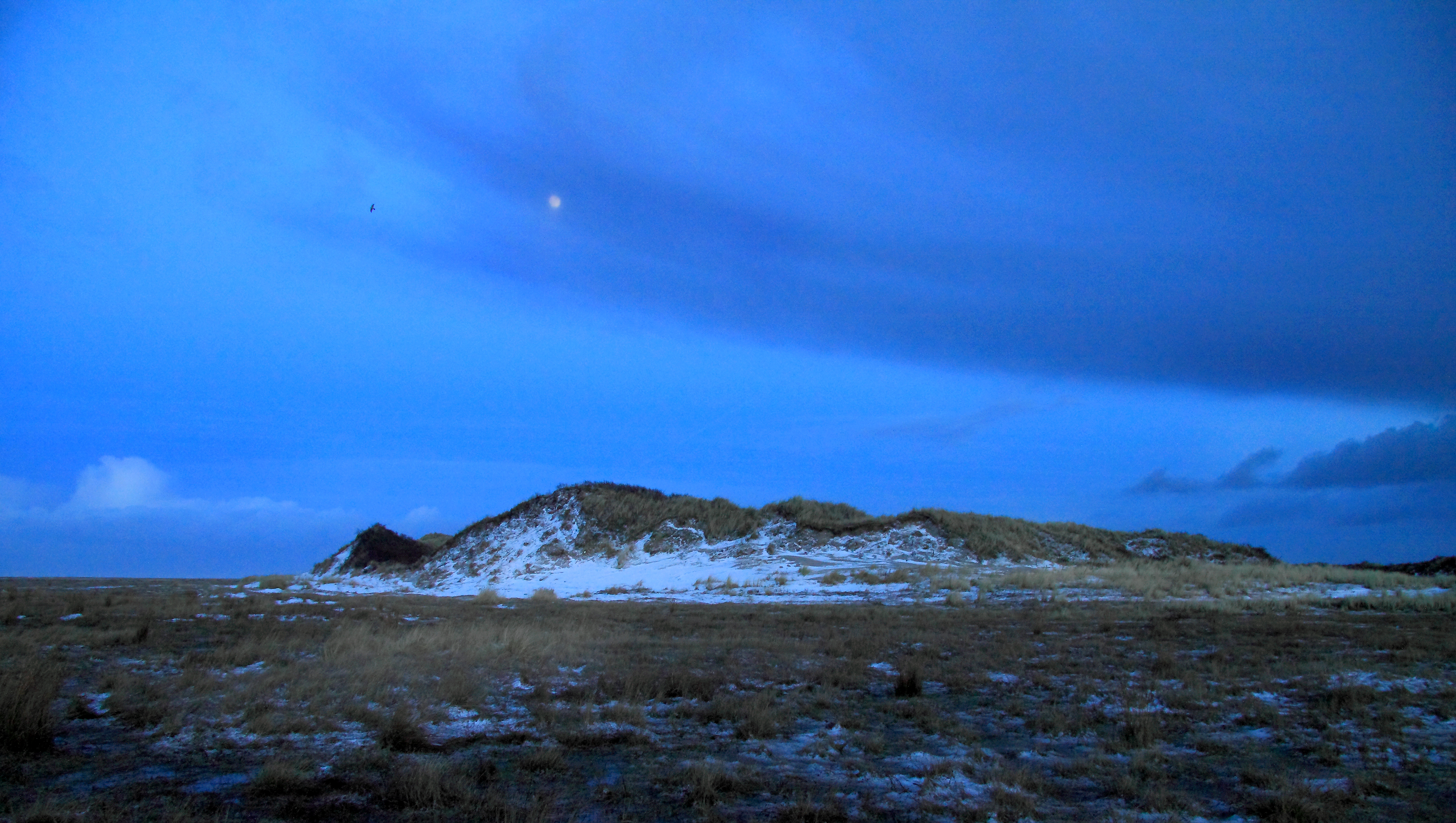
Stuifdijk op Schiermonnikoog

Een stuifdijk is een in een rechte lijn kunstmatig opgestoven duinenrij in de Nederlandse duinen.
Stuifdijken komen voornamelijk voor op de waddeneilanden. 
Een bekend voorbeeld uit begin zeventiende eeuw is de Oldenbarneveldsdijk, 10 km lang, tussen het toenmalige eiland Huisduinen en Callantsoog op het vasteland van Holland, aangelegd in 1610 om de polders Zijpe en Wieringerwaard te beschermen.
In 1625 besloten de Staten van Holland tot de aanleg van een Zanddijk die Texel met Eierland zou verbinden, om zo de onstuimige zee noordoost van Texel, die regelmatig de kust rond Oosterend en de schepen op de rede van Texel bedreigde, te beteugelen en het inpolderen van de kwelders ten oosten van Eierland mogelijk te maken. De Mokweg op Texel is ook een stuifdijk, aangelegd toen de Mokbaai bij Den Hoorn dreigde te verzanden.
Stuifduinen in begin twintigste eeuw zijn ontstaan doordat de beheerder van de zeewerende duinen, Rijkswaterstaat, tussen 1910 en 1990 schermen van riet en wilgentakken op het strand liet plaatsen, waarna door aanstuiving van zand op het strand, dat zand achter de schermen bleef hangen.
Door het steeds weer opnieuw plaatsen van schermen van riet en wilgen op de verzamelde zandmassa werd het ontstaan van duinen kunstmatig nagebootst en konden zandplaten en brede stranden bij de eilanden worden vastgelegd. Bekend is de Derk Hoekstra Stuifdijk aan de noordzijde van de Boschplaat op Terschelling, waarvan de aanleg tussen 1932 en 1936 tot gevolg had dat de Boschplaat aan Terschelling vastgroeide. Ook de Kroonpolders op Terschelling en de Kroon's Polders op Vlieland zijn door de aanleg van stuifdijken ontstaan.